# 한국지질자원연구원
한국지질자원연구원(韓國地質資源硏究院, 영어: Korea Institute of Geoscience and Mineral Resources, KIGAM)은 1918년 5월 지질조사소로 설치되었으며, 2001년 1월 1일 현재의 이름인 '한국지질자원연구원'을 갖게 되었다. 지질 조사와 부존자원 관련 연구를 수행을 주요 임무로 하며, 과학기술정보통신부 산하 국가과학기술연구회 소관이며 기타공공기관으로 지정되어 있다. 소재지는 대전광역시 유성구 과학로 124(가정동 30)이다.

## 연혁
- 1918.5 지질조사소 설치 (1922년 연료선광연구소 설치)
- 1946.4 지질광산연구소 ([지질조사소]와 [연료선광연구소] 통합, 미군정청 상무부 소속)
- 1948.9.13 중앙지질광물연구소 ([대통령령 제3호]에 의거 대한민국 상공부로 이관)
- 1949.4.26 중앙지질광물연구소 ([대통령령 제 78호]에 의거 중앙지질광물연구소로 직제 제정)
- 1961.10.2 국립지질조사소 ([중앙지질광물연구소]에서 [국립지질조사소]로 명칭 변경 1967년 과학기술처로 이관)
- 1973.1.16 국립지질광물연구소 (과학기술처 소속 [국립지질조사소]와 상공부 소속 [국립광업연구소]통합, 상공부 소속 [국립지질광물연구소]로 개편 1976년 과학기술처로 이관
- 1976.5.10 자원개발연구소 ([특정연구기관육성법]에 의거 과학기술처 산하 [자원개발연구소]설립)
- 1981.1.16 한국동력자원연구소 ([특정연구기관육성법]에 의거 과학기술처 산하 [한국동력자원연구소]설립 [자원개발연구소]와 [한국종합에너지연구소] 통합 발족)
- 1991.11.17 한국자원연구소 ([특정연구기관육성법]에 의거 과학기술처 산하 [한국자원연구소] 설립 [정부출연연구관련 기능 재정립 및 운영효율화 방안]에 의거 '자원분야'와 '에너지분야'분리하여 [한국자원연구소]발족)
- 1999.1.29 한국자원연구소 ([정부출연연구기관등의 설립·운영 및 육성에 관한 법률]에 의거 국무총리실, 공공기술연구회 소관 연구기관으로 변경])
- 2001.1.1 한국지질자원연구원([한국자원연구소]에서 [한국지질자원연구원]으로 명칭 변경)
- 2004.10.24 한국지질자원연구원 ([과학기술분야 정부출연연구기관등의 설립·운영 및 육성에 관한 법률]에 의거 과학기술부, 공공기술연구회 소관 연구기관으로 변경)
- 2008.3.26 한국지질자원연구원([과학기술분야 정부출연연구기관등의 설립·운영 및 육성에 관한 법률]에 의거 지식경제부, 산업기술연구회 소관 연구기관으로 변경)
- 2013.3.23 한국지질자원연구원 ([과학기술분야 정부출연연구기관등의 설립·운영 및 육성에 관한 법률]에 의거 미래창조과학부, 산업기술연구회 소관 연구기관으로 변경)
- 2014.6.29 한국지질자원연구원 ([과학기술분야 정부출연연구기관등의 설립·운영 및 육성에 관한 법률]에 의거 미래창조과학부, 국가과학기술연구회 소관 연구기관으로 변경)
- 2017.7.26 한국지질자원연구원([과학기술분야 정부출연연구기관등의 설립·운영 및 육성에 관한 법률]에 의거 과학기술정보통신부, 국가과학기술연구회 소관 연구기관으로 변경)

## 조직
- 1부원장 (6연구본부, 1지역센터, 1사업단) , 3지원본부, 1부, 1단, 2실

## 본부

### 연구본부

#### 국토우주지질연구
```
균형있는 국토개발과 지속가능한 지구환경 보존을 위해 오늘을 혁신하며 미래를 발굴해갑니다.
다양한 지질도·지질주제도 제작을 비롯하여 지오빅데이터 오픈 플랫폼 구축·운영, 국제공인시험기관(KOLAS-ILAC) 전문시험분석 서비스 제공, 우주현지자원활용연구(ISRU) 등 국가 발전에 꼭 필요한 연구를 수행하고 있습니다.
```

```
[대표성과]
 
▷ 국가기본지질도 발간 
▷ 달 탐사용 감마선분광기 개발(KGRS) 
▷ 5km급 심지층 특성화 기술 및 고온고압 물리검층 시스템 확보 
▷ 자동 질량 희석 전처리 장치 개발 
▷ 지오빅데이터 오픈 플랫폼 운영(Geo Big Data Open Platform) 
```

```
[연구분야]
 
○ 지질조사연구
○ 달자원탐사개발연구 
○ 심지층특성화연구 
○ 지질유산연구 
○ 우주현지자원활용연구 
```

#### 광물자원연구
국가 산업발전의 필수 요소인 핵심 광물의 안정적 확보를 위해 광상성인, 정밀물리탐사, 자원량 예측, 스마트 광산 설계 등의 연구를 수행하고 있으며 친환경 자원개발을 위한 오염물질 관리 기술 연구와 자원정책 수립에 이바지하고 있습니다.
```
[대표성과]

▷ 
울진 리튬 광화대
 페그마타이트 3D 광체 모델 구축
▷ 에너지 저장광물(바나듐) 3차원 잠재자원량 평가
▷  지질환경 오염물질 지화학적 제어기술 개발
▷ 해외자원개발기본계획 수립연구(1~6차) 및 희유금속 등 국가승인 자원통계 생산

[연구분야]

○ 희소금속광상연구
○ 자원탐사개발연구
○ 자원환경연구
○ 광물자원전략연구
```

#### 해저지질에너지연구
국가산업의 근간이 되는 석유에너지와 미래 저탄소에너지의 탐사·개발, 해저지질 및 해양과학분야 연구개발을 통해 국가정책 목표달성, 대국민 소통에 기여합니다. 천연가스자원·비전통 에너지자원 등 미래 에너지 자원의 안정적 확보를 위한 기술개발과 안전한 해양영토 및 해양자원 확보 연구를 수행하고 있습니다.
```
[대표성과]

▷ 유가스전 지능형 평가기술 개발
▷ 가스하이드레이트 생산모사 3-D m급 설비 및 가시화 장치 구축
▷ 융복합 지구물리 탐사기술 개발
▷ 해저활성단층 및 해저지진 가능성 평가
```

```
[연구분야]

○ 고정밀 석유가스전 평가기술
○ 고효율 가스 및 저탄소 에너지 생산기술
○ 고기능 해저지질·자원 탐사기술
```

#### 지질재해연구
한반도와 그 주변에서 발생하는 지진, 화산, 산사태 등의 지질재해에 체계적으로 대응하기 위한 연구를 수행하고 있습니다. 지진연구센터, 활성지구조연구센터, 산사태연구센터 연구를 통해 지질재해로부터 국민의 생명과 재산을 보호하고자 합니다.
```
[대표성과]

▷ 고밀도 관측망 구축 지진파 식별기술 및 미소지진 정밀 위치결정 기술 개발
▷ 동남권 물리적 지진모델링 기반 강지진동 모사시스템 개발
▷ 판내부 단층(계) 탐지 및 분절화 기술 개발
▷ 농국립공원지역 실시간 모니터링 및 산사태 정보시스템 개발
```

```
[연구분야]

○ 통합 지진탐지 연구
○ 지진재해 평가·저감 연구
○ 판내부 활성단층과 활화산 연구
○ 산사태 조기경보시스템 개발 연구
```

#### 자원활용연구
부존자원이 부족한 우리나라의 국가경쟁력을 높이기 위해 광물 자원과 순환자원 등 다양한 자원의 선광·제련·소재화 연구·개발을 통해 국가 과학·산업 경쟁력 향상 및 지속 가능한 자원 수급에 기여하고 있습니다.
```
[대표성과]

▷ 바나듐 원료 생산 최적 공정 개발
▷ 폐배터리에서 유용자원 회수 공정기술 개발
▷ 선광 공정 모델링/시뮬레이션 연구
▷ 저품위 고상 복합자원으로부터 희소금속 농축회수 기술
▷ 유동 제어공정기반 판상광물 고부가 소재화 연구
```

```
[연구분야]

○ 선광연구
○ 제련연구
○ 순환자원연구
○ 배터리재활용연구
○ 자원소재연구
```

#### 기후변화대응연구
탄소중립 목표달성을 위한 이산화탄소 지중저장, 광물탄산화 연구를 통해 기후변화에 효율적으로 대응하고, 기후변화 적응을 위한 대용량 수자원 확보·지하수 오염 방지 연구를 통해 지속가능한 발전에 기여합니다. 미래기후변화가 야기할 수 있는 한반도의 지표환경 변화충격 예측·대응전략을 위해 제4기 기후환경변화를 연구하고 있습니다.
```
[대표성과]

▷ 대규모 CO2 지중저장 후보지 유망구조 도출 및 지질모델 구축
▷ 산업부산물을 이용한 광물탄산화 기술개발
▷ 유역기반 지하수 특성화 인자 DB 구축 및 정보지도 작성
▷ 한반도 남부 고기후(온도,강수량)변화 연구
```

```
[연구분야]
 
○ 제4기 기후환경변화
○ CO2 지중저장 및 활용
○ 광물 탄산화
○ 지하수 수자원
```

#### 포항지질자원실증연구
한반도에서 가장 넓은 신생대 제3기층을 갖고 있으며 동해안 최대의 영일만과 2000 미터가 넘는 심해 환경을 동시에 품고 있는 포항 지역의 지질학적 특성에 의해 형성된 자원을 활용하여 지질자원기술 솔루션을 개발하고, 미래 에너지자원 개발플랜트 국산화 등 신성장 동력을 마련한다. 지역과의 융복합 협력연구를 통해 지속가능한 미래를 구축하는 데 선도적인 역할을 하고 있다.
```
[연구분야]

○ 지질신소재연구
국내 산업광물(비금속광물) 자원산업 육성을 위해 지역산업 연계 지역 전략광물을 활용한 신성장 산업용 소재 제조기술 개발
○ 자원개발플랜트연구
석유·가스 등 국가 산업발전에 필수적인 자원 개발에 필요한 기자재, 시스템 및 운영 기술개발을 통한 기술 자립과 신시장 진출 추진
○ 탐사시스템연구
국내 유일의 3차원 해저지질자원탐사선인 탐해2호를 운영하여 일부 기술선진국이 독점해왔던 3차원 석유탐사기술 자립화
```

### 행정 조직
```
 * 정책기획본부
 * 경영지원본부 
 * 글로벌협력본부
 * 조직문화혁신실
 * 안전보안실
```

## 같이 보기
- 미국 지질조사국(USGS)
- 한국의 지질
- 대한지질학회
- 대전광역시의 지질